# Teatro Poliorama
Il Teatro Poliorama si trova al piano terra del palazzo che ospita la Real Academia de Ciencias y Artes de Barcelona, al numero 115 de la Rambla di Barcellona. Inaugurato nel 1899 come cinema, dal 1982 è utilizzato regolarmente come teatro. Tra il 1937 e il 1939 fu chiamato Teatre Català de la Comèdia.

## Storia
L'edificio della Reale Accademia di Scienze e Arti di Barcellona fu progettato dall'architetto Josep Domènech i Estapà e fu inaugurato nel 1894. Al piano terra dell'edificio si adattò un locale per allestire spettacoli i cui proventi sarebbero serviti a coprire le spese dell'ente.
Il 13 aprile del 1899 negli stessi locali si inaugurò il Cine Martì, la prima sala della città costruita espressamente per il cinema, la sala chiuse nel 1903.
Il 10 dicembre 1906, completamente ristrutturato, aprì le sue porte con il nome di Cine Poliorama, anche se alternava le funzioni cinematografiche con quelle teatrali. Poteva ospitare fino a 630 persone sedute.
Durante la Guerra civile spagnola, fu espropriato dalla CNT-FAI, e fu lo scenario di molti scontri a fuoco che George Orwell descrisse nel suo Omaggio alla Catalogna. Al termine della Guerra civile, fu acquistato dal gruppo Balañà e riaperto il 25 febbraio 1939 come cinema, con il suo antico nome di Cine Poliorama.

Chiuso nell'agosto del 1963 fu ristrutturato e nuovamente aperto nell'ottobre dello stesso anno, svolgendo nuovamente funzione di teatro e di cinema allo stesso tempo. Solo dal 1976 fu dedicato esclusivamente al teatro con il nome di Teatro Poliorama.

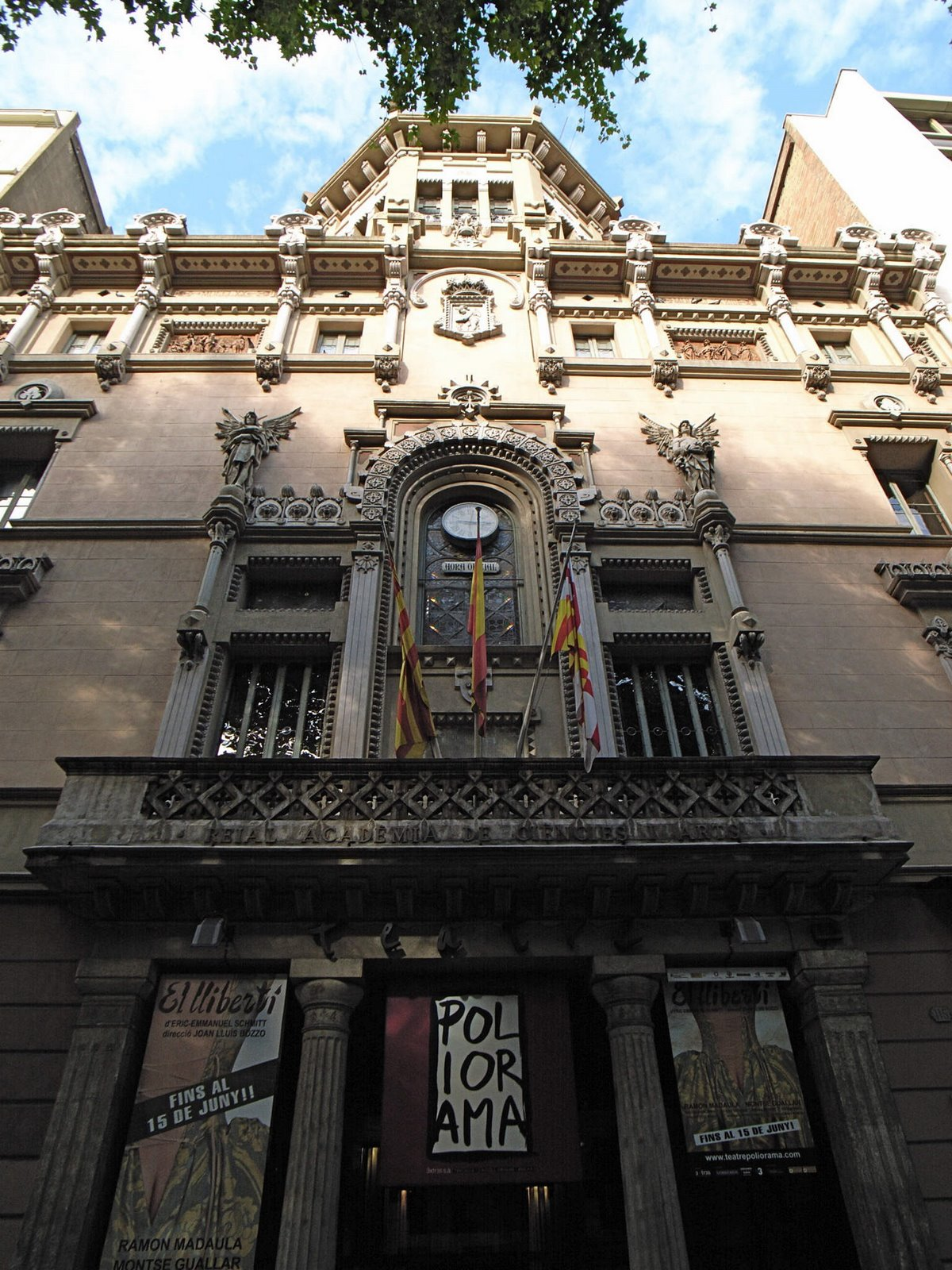
Facciata dell'edificio.

Fu nuovamente chiuso tra il 1982 e il 1984 e dopo una radicale ristrutturazione ad opera dello studio Martorell-Bohigas-MacKay, il 3 febbraio 1985 fu nuovamente inaugurato con una nuova capacità di 671 posti a sedere. Durante la costruzione del Teatre Nacional de Catalunya, il Teatro Poliorama dipese dalla Generalitat de Catalunya e fu diretto da Josep Maria Flotats, fino 1994.
Dal 1994 tornò ad esser gestito privatamente dalla Tres por Tres, un'azienda che produce commedie e musical commerciali.
Nel vestibolo del teatro è stato installato il Rellotge il·lusori, un poema visuale di Joan Brossa.